# فالیپامیل
فالیپامیل (به انگلیسی: Falipamil) با فرمول شیمیایی C۲۴H۳۲N۲O۵ یک داروی بلوک‌کننده کانال کلسیم با شناسه پاب‌کم ۷۱۲۲۲ است. که جرم مولی آن ۴۲۸٫۵۲۱۲۸ g/mol می‌باشد. 